# Indonesia Air Transport
Indonesia Air Transport (mã ICAO = IDA) là hãng hàng không của Indonesia, trụ sở ở Jakarta. Hãng có căn cứ chính ở Sân bay quốc tế Halim Perdanakusuma và có căn cứ phụ ở Sân bay Sultan Aji Muhammad Sulaiman, Đông Kalimantan. Hãng chủ yếu cung cấp các dịch vụ vận chuyển bằng máy bay cho ngành công nghiệp khai thác mỏ, dầu khí ở Indonesia và các nước vùng Đông Nam Á, cả trên đất liền lẫn ngoài khơi.

## Lịch sử
Indonesia Air Transport được người Hà Lan M.Schreiner thành lập năm 1968 để cung cấp các dịch vụ vận chuyển bằng máy bay cho Công ty khai thác dầu khí quốc gia Pertamina của Indonesia và các công ty ngoại quốc khai thác dầu khí theo hợp đồng. Ngày nay hãng do Global Medicom làm chủ - trước kia là Bimantara Citra của Bambang, con trai của cựu tổng thống Soeharto - Hiện nay hãng có 246 nhân viên (tháng 3/2007).

## Đội máy bay
(Tháng 3/2007):
- 2 Fokker 50
- 1 Fokker F27
- 1 Grumman Gulfstream I
- 2 Beechcraft 1900
- 1 Dassault Falcon 20

## Đội máy bay ngưng hoạt động
(Tháng 8/2006):
- 1 BAC One-Eleven 400
- 1 BAC One-Eleven 475